# Tomaz Braga
Francisco Tomaz Braga Nunes Cavalcante, noto semplicemente come Tomaz Braga (Fortaleza, 13 settembre 1990), è un giocatore di calcio a 5 brasiliano naturalizzato spagnolo.

## Carriera
A livello di club, Braga è stato una bandiera del Palma con cui ha vinto la Champions League 2022-23; nella medesima stagione è stato premiato come miglior difensore della Primera División. Nell'estate del 2023, dopo un decennio a Maiorca, Braga si è trasferito al Cartagena. Il difensore ha acquisito la cittadinanza spagnola il 20 giugno 2023. Nel settembre dello stesso anno ha debuttato con la nazionale spagnola diventando il decimo calcettista di origini brasiliane a giocare con le furie rosse. Un anno più tardi viene incluso nella lista dei convocati della Spagna alla Coppa del Mondo.

## Palmarès

### Competizioni nazionali
- Supercoppa di Spagna: 1
Cartagena: 2023
- Campionato spagnolo: 1
Cartagena: 2023-2024

### Competizioni internazionali
- UEFA Champions League: 1
Palma: 2022-2023